# Emanuel Domingo y Sol

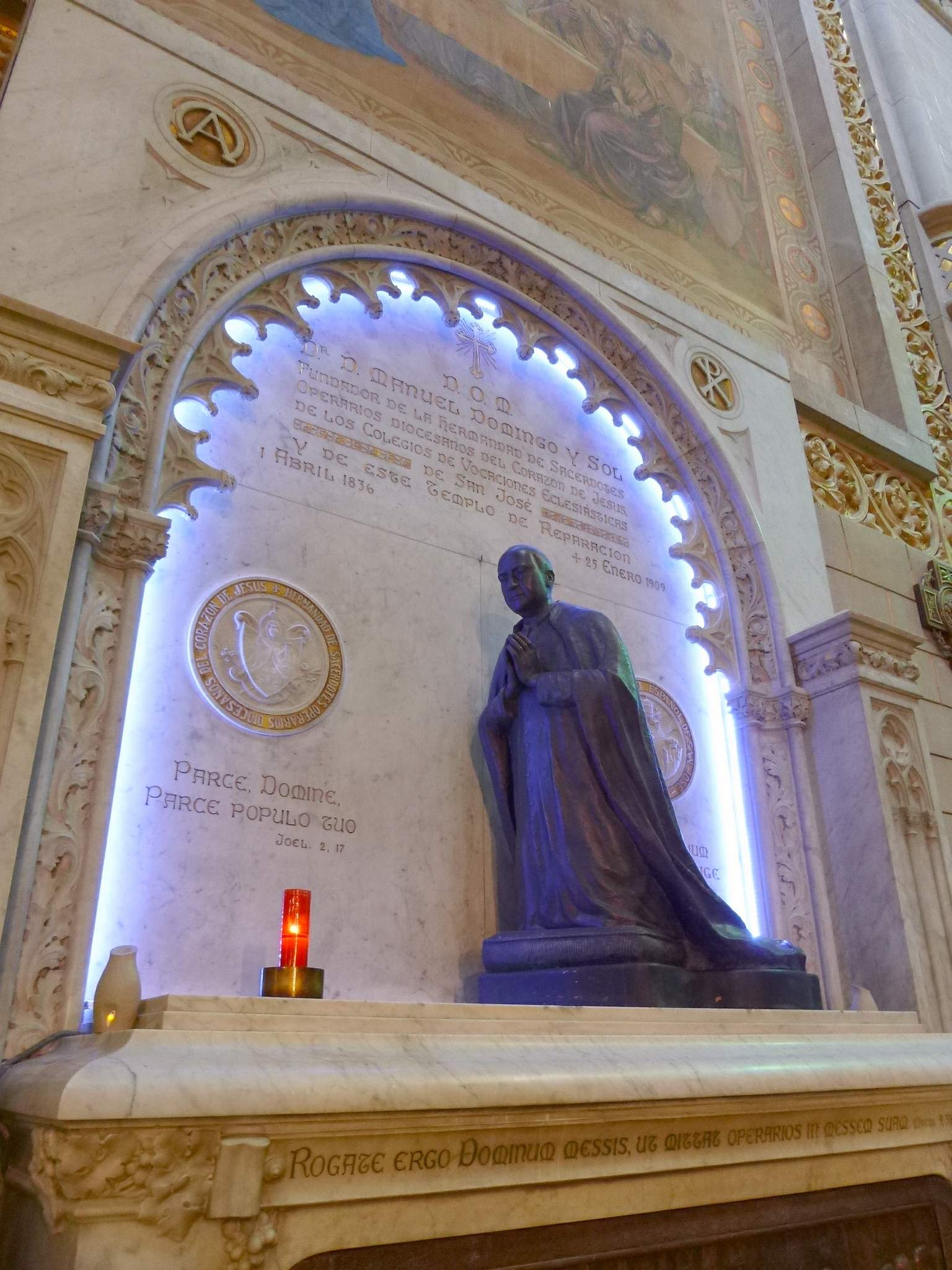

Emanuel Domingo y Sol (ur. 1 kwietnia 1836 w Tortosie w Tarragonie, zm. 25 stycznia 1909 tamże) – błogosławiony Kościoła rzymskokatolickiego.

## Życiorys
Mając 15 lat w 1851 roku wstąpił do seminarium diecezjalnego w Tortosie, później studiował na Uniwersytecie Eklezjalnym w Walencji. Otrzymał święcenia kapłańskie w dniu 2 czerwca 1860 roku. Pełnił pracę duszpasterską w różnych parafiach diecezji i nauczał religii w ośrodkach młodzieżowych. Założył qColegio de Vocaciones de San José de Tortosa i osiem innych uczelni stanowiących nowy kierunek formacji kapłańskiej, w tym Kolegium Hiszpańskie świętego Józefa w Rzymie.
Był założycielem Bractwa księży diecezjalnych robotników Najświętszego Serca Pana Jezusa w Tortosie.
W czasie swojego życia założył 10 szkół w Tortosie, 18 seminariów w Hiszpanii i Ameryce oraz przyczynił się do budowy kościoła w Tortosie, gdzie spoczywa, oraz kościoła świętego Filipa w Meksyku.
Zmarł w opinii świętości.
Został beatyfikowany przez papieża Jana Pawła II 29 marca 1987 roku.
Jego wspomnienie liturgiczne obchodzone jest w dzienną rocznicę śmierci. W Hiszpanii uroczystość obchodzona jest 29 stycznia w rocznicę powstania Bractwa.